# Julia Drack
Julia Drack (* 1978 in Scharnstein) ist eine österreichische Filmeditorin.

## Leben
Julia Drack wurde an der Filmakademie Wien ausgebildet und war zu dieser Zeit auch als Schnitt-Assistentin tätig, u. a. für Monika Willi. Für den Österreichischen Filmpreis wurde sie 2016 für Einer von uns und 2024 für Europa nominiert. Ihr Schaffen umfasst rund 20 Produktionen, darunter vornehmlich Kinofilme, aber auch einige Dokumentarfilme und Kurzfilme.
Julia Drack ist Mitglied der Akademie des Österreichischen Films, und des Österreichischen Verband Filmschnitt (aea).

## Filmografie (Auswahl)
- 2010: Ein Sommer voller Türen (Dokumentarfilm)
- 2010: Ingrid (Kurzfilm)
- 2011: Stillleben
- 2013: Schulden G.m.b.H. (Dokumentarfilm)
- 2014: D.U.D.A! Werner Pirchner (Dokumentarfilm)
- 2015: Einer von uns
- 2016: Die Einsiedler
- 2016: Geschwister
- 2016: Hannas schlafende Hunde
- 2018: Cops
- 2018: The Dark
- 2019: Landkrimi – Das dunkle Paradies
- 2019: Tatort: Glück allein
- 2020: Ein bisschen bleiben wir noch
- 2020: Das Glück ist ein Vogerl
- 2021: Der menschliche Faktor
- 2021: Landkrimi – Flammenmädchen
- 2022: Landkrimi – Steirerstern
- 2023: Landkrimi – Immerstill
- 2023: Europa
- 2023: Landkrimi – Steirerschuld
- 2025: Wie man normal ist und die Merkwürdigkeiten der anderen Welt (How to Be Normal and the Oddness of the Other World)

## Auszeichnungen
- 2021: Romy in der Kategorie Bester Schnitt Kino für Ein bisschen bleiben wir noch[4]